# Diclis rotundifolia
Diclis rotundifolia là một loài thực vật có hoa trong họ Huyền sâm. Loài này được (Hiern) Hilliard & B.L.Burtt mô tả khoa học đầu tiên năm 1979.